# Frontera entre Rússia i l'Azerbaidjan
La frontera entre Rússia i l'Azerbaidjan és la frontera de 284 kilòmetres en sentit est-oest que separa el nord de l'Azerbaidjan del sud-est de Rússia (Daguestan), al Caucas. Limita a l'est amb la mar Càspia i és marcada del litoral fins a la meitat de la seva extensió pel riu Samur. També passa als afores de la muntanya Bazar Dyuzi i pels districtes àzeris d'Ujar, Quzar, Qabala, Oguz, Shaki, Qakh, Zaqatala i Balakan. A l'oest arriba al trifini entre ambdós estats i Geòrgia.

## Història
L'Azerbaidjan fou disputat pels imperis Safàvida i Otomà durant els segles xvi i xvii. En el segle xix passà a ser disputat entre Pèrsia i l'Imperi Rus, de tal manera que fou repartit entre ambdós. La part septentrional restà en mans russes i formà la República Socialista Soviètica de l'Azerbaidjan fins que es va independitzar de la Unió Soviètica en 1991.
La frontera es va establir pel contracte signat a Bakú el 3 d'octubre de 2010. Va entrar en vigor d'acord amb l'article 7, data d'intercanvi d'instruments de ratificació (18 de juliol de 2011).
La línia fronterera dibuixada va provocar crítiques a la Duma Estatal de Rússia per part dels diputats del Partit Comunista de Rússia el cap de Daguestan va dir que "Daguestan no és una cosa que es pugui perdre res, sinó guanyar molt més".